# Manu Chao
José Manuel Chao Ortega (París, 21 de juny de 1961), conegut amb el nom artístic de Manu Chao, és un músic que resideix a Barcelona i canta en francès, castellà, gallec, àrab, anglès i wòlof.

## Trajectòria
És fill de mare basca, Felisa, i de pare gallec, Ramón Chao, un periodista que durant la dictadura de Franco es va veure obligat a exiliar-se amb la seva família a causa de la seva ideologia d'esquerres.
Als inicis de la seva carrera, a París, va ser membre dels grups Hot Pants i Los Carayos, però també va participar en grups com Joint de culasse, Casse-pieds i Kingsnakes, abans d'esdevenir el cantant del grup Mano Negra de 1987 a 1994, fundat juntament amb el seu germà Antoine Chao i el seu cosí Santiago Casariego. Després de la separació del grup el 1994, Manu Chao va emprendre una carrera en solitari.
Després de convertir-se en un dels músics més venedors a nivell mundial del tombant de segle xx, Manu Chao va donar l'esquena a la indústria musical i decidí dona un gir de 180 graus a la seva carrera començant a penjar les cançons noves a la seva pàgina web i a actuar en sales petites i bars de barri en format acústic, sense avisar o camuflat amb un altre nom, a la vegada que segueix donant suport a lluites socials de base.
| «                          | Mi libertad, mi compañera, mi libertad, mi soledad. | » |
| — Manu Chao, «Mi libertad» |                                                     |   |

## Discografia
Vegeu també: Hot Pants i Mano Negra
- Clandestino (Virgin - 1998)
- Próxima estación: esperanza (Virgin - 2001)
- Radio Bemba Sound System (Virgin - 2002)
- Sibérie m'était contéee (2004): publicat en un disc-llibre en francès amb il·lustracions del dibuixant polonès Wozniak.
- La Radiolina (Because Music - 2007)
- Baionarena (2009)

## Col·laboracions
- Negu Gorriak - Gora Herria (1992, Esan Ozenki)
- Negu Gorriak - Hipokrisiari Stop! Bilbo 93-X-30 (1994, Esan Ozenki)
- Skank - O Samba Poconé (1996, Sony)
- Joaquín Sabina - Yo, Mi, Me, Contigo (1996, Bmg/Ariola)
- Amparanoia - El Poder De Machin (1997, Edel)
- Anouk - Automatik Kalamity (1997, Virgin)
- Fermin Muguruza - Brigadistak Sound System (1998, Esan Ozenki)
- Idir - Identités (1999, Sony)
- Tonino Carotone - Mondo Difficile (1999, Sony)
- Amparanoia - Fiesta Furiosa (1999, Edel)
- Emmaüs Mouvement, (Compilació, 2000)
- Wagner Pa - Brazuca Matraca (2001)
- Noir Désir - Des visages des figures (2001) (guitarra al tema «Le vent nous portera»)
- Zona Bastarda (2002, Organic Records)
- Les Oreilles Loin du Front (Compilació Ras l'front) - Dans Mon Jardin (2004)
- Amadou & Mariam - Un dimanche à Bamako (2004, productor)
- Roy Paci & Aretuska - Toda joia (2006, cors)
- La Pegatina - Al Carrer! (2007, (guitarra al tema Camareiro)
- Dubioza Kolektiv - Happy Machine (Red Carpet)